# Белая маска

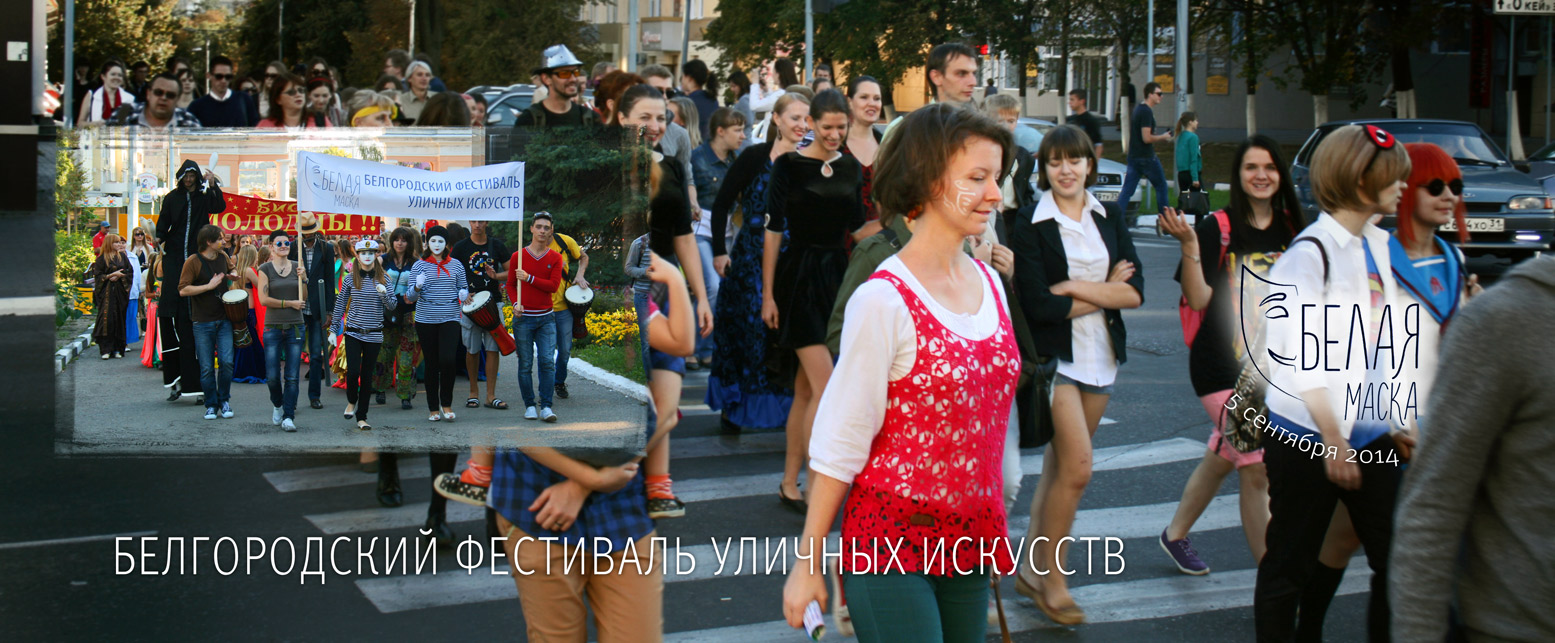
Шествие фестиваля по городу. 2014

Белая маска — фестиваль уличных искусств в городе Белгороде. Первый фестиваль прошёл 5—7 сентября 2014 года.
Фестиваль проходит при поддержке Управления культуры администрации города.
В первую очередь фестиваль предназначен для детей, которые после лета отдохнули, взбодрились и полны сил и энергии.
На фестивале представлены всевозможные виды искусств, от театральных представлений, до чтения стихов с большой табуретки и танцев прямо там, где остановились.
Инициатором проведения фестиваля стала руководитель арт-клуба «Интроверт» Татьяна Климачкова: «В то непростое время, в котором мы живём, очень важно напомнить людям о том, что у жизни есть очень красочная сторона, которая может проявиться в самом неожиданном месте и напомнить нам, что творчество — это великая сила, несущая в себе свет и радость». Идею поддержало управление культуры, и праздник уличных искусств наполнил улицы города.